# Royal Birmingham Conservatoire

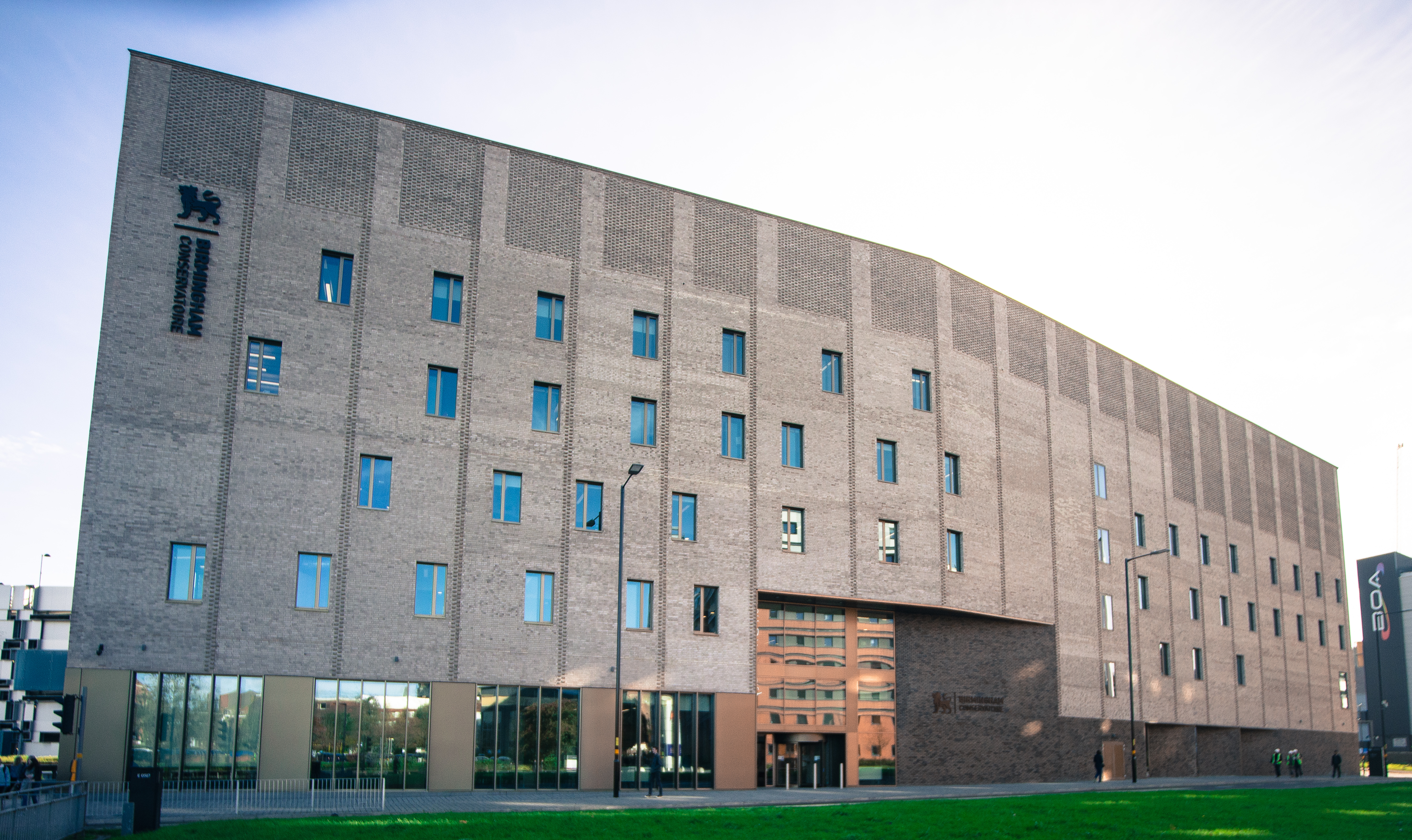
Royal Birmingham Conservatoire

Royal Birmingham Conservatoire (Kungliga Musikhögskolan i Birmingham), före detta Birmingham Conservatoire är en musikhögskola och konsertinstitution med sin huvudscen Bradshaw Hall. Före 1989 hette skolan Birmingham School of Music och var en fakultet vid Birmingham City University. Vid en omorganisation 2008 kom skolan att tillhöra fakulteten för scenkonst, media och engelska. Skolan fick sin kungliga titel 2016 när den nya byggnaden i Eastside öppnades. 